# Objaw Markle’a
Objaw Markle’a – jeden z objawów klinicznych sugerujących obecność zapalenia otrzewnej. Potwierdzeniem jest ból jamy brzusznej (objaw dodatni) wywołany wstrząśnieniem tułowia, np. przy podskoku; szybkim opadaniu na pięty po staniu na palcach stóp; delikatnym wstrząśnieniu okolicy lędźwiowej leżącego pacjenta. Uważany jest za równoznaczny z objawem Blumberga.